# 劉易斯與克拉克鎮區 (密蘇里州聖路易斯縣)
劉易斯與克拉克鎮區（英語：Lewis and Clark Township）是位於美國密蘇里州聖路易斯縣的一個行政鎮區。

## 地方資料
劉易斯與克拉克鎮區的面積為48.43平方千米，當中陸地面積為43.17平方千米，而水域面積為5.25平方千米。根據2020年美國人口普查的數據，當地共有人口37244人，而人口密度為每平方千米769.03人。